# Alvinactis reu
Alvinactis reu is een zeeanemonensoort uit de familie Actinoscyphiidae. De anemoon komt uit het geslacht Alvinactis. Alvinactis reu werd in 2008 voor het eerst wetenschappelijk beschreven door Rodríguez, Castorani & Daly. 